# Canteen Kopje
Canteen Kopje è un sito archeologico risalente al Paleolitico, situato nei pressi di Barkly West, nella provincia del Capo Settentrionale in Sudafrica. Contiene un percorso all'aperto in cui sono disposti cartelli descrittivi. Ulteriori informazioni, con esempi di artefatti recuperati nel sito (ed una copia del teschio di Canteen Kopje), si trovano presso il Barkly West Museum ed il McGregor Museum nella vicina Kimberley.

## Estrazione di diamanti
Una delle colline vicine a Canteen Kopje è stato il luogo in cui è sorta la prima miniera di diamanti dei campi di diamanti, la cui fama esplose nel 1870. Gli scavi proseguirono fino all'inizio degli anni quaranta.

## Riconoscimento dell'importanza archeologica

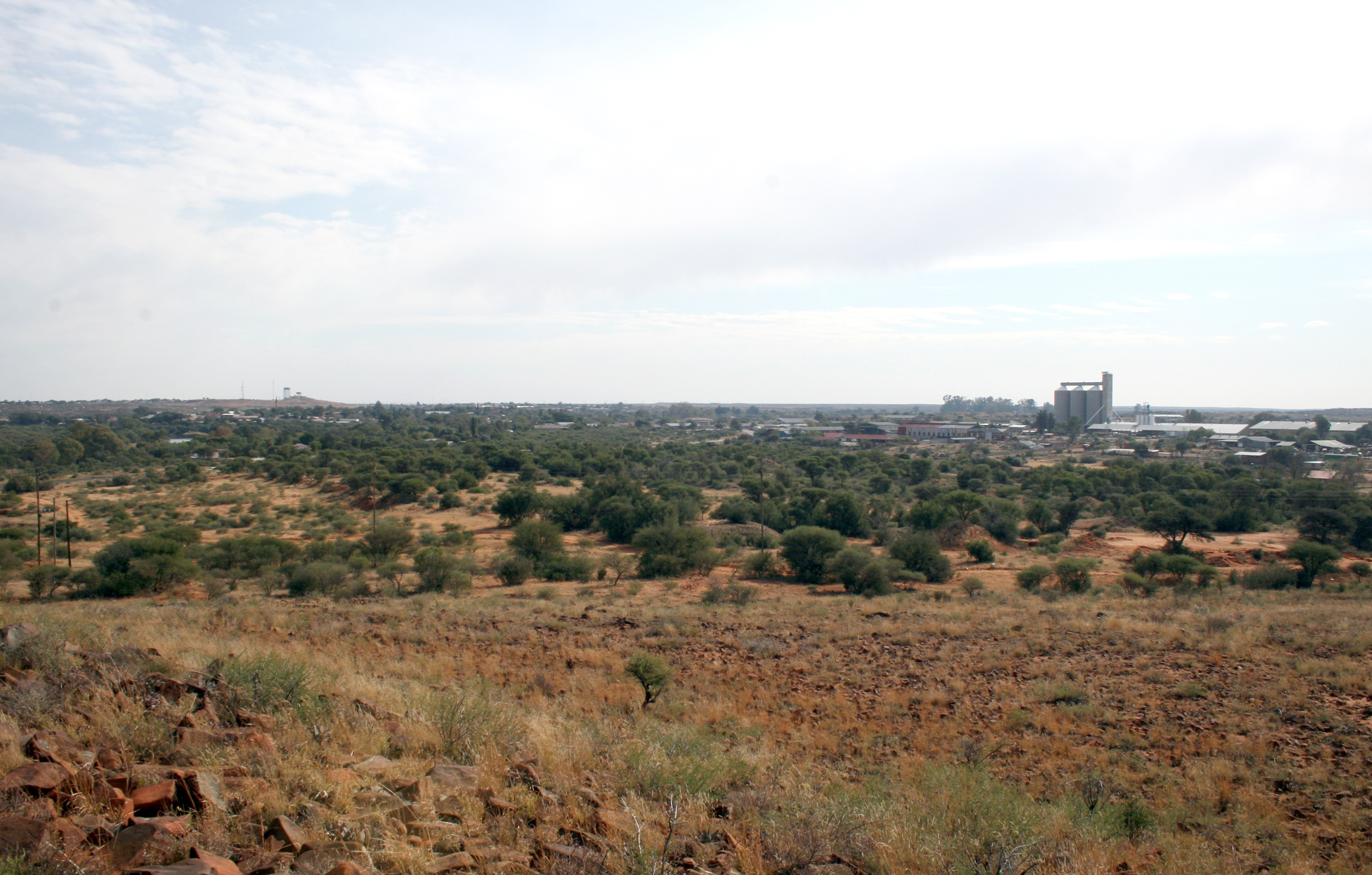
giacimento di Canteen Kopje visto dalla collina più vicina

Artefatti risalenti al Paleolitico inferiore furono trovati in questa zona dal colonnello James Henry Bowker e da Mary Elizabeth Barber, nel periodo in cui furono aperte le prime miniere di diamanti. Importanti studiosi della preistoria, tra cui Clarence van Riet Lowe, l'abate francese Henri Breuil e John Desmond Clark, visitarono e descrissero il sito. Breuil visitò il sito prima nel 1929 e poi di nuovo negli anni quaranta, quando fece notare che "non solo vi sono abbastanza reperti da riempire all'eccesso un museo, ma che addirittura se ne potrebbe costruire uno utilizzando i reperti come materiale edile".

## Conservazione e pericoli
Sia per la storia mineraria che per gli artefatti acheuleani rinvenuti, un'area di 10 morgen di Canteen Kopje fu dichiarata monumento nazionale nel 1948. L'attività estrattiva riprese nelle vicinanze negli anni novanta, e Canteen Kopje fu quasi spacciata. Vi furono pressioni tese ad eliminare lo status di patrimonio nazionale, al fine di favorire la rinata attività mineraria di estrazione dei diamanti. La comunità locale riconobbe il valore del sito, e sostenne gli sforzi del Consiglio dei Monumenti Nazionali e del McGregor Museum tesi alla conservazione del sito, che si sviluppò fino a diventare un museo all'aperto. Il Barkly West Museum fu creato proprio in questo periodo.

## Ricerche archeologiche e geologiche dagli anni novanta
Gli scavi alla fine degli anni novanta furono svolti da Peter Beaumont del McGregor Museum. John McNabb dell'università di Southampton lavorò con Beaumont nell'analisi degli artefatti in pietra acheuleani. Ulteriori scavi furono effettuati dagli archeologi della University of the Witwatersrand.
Di particolare importanza per la comprensione dell'archeologia del sito, è lo studio della formazione del sito stesso in rapporto alla vicina collina ed al fiume Vaal, che in differenti periodi scorreva a volte a nord del sito e a volte a sud-ovest.
Nel 2007-2009 fu scavata una porzione di 7 metri di sabbia di Hutton e ghiaia, al fine di datare ed analizzare nel dettaglio il profilo litico del sito. Esiste uno strato di oggetti acheuleani chiamato ‘Victoria West’ (dalla città di Karoo in cui furono trovati per la prima volta questi oggetti) nella parte superiore della ghiaia, oggetto dello studio di un progetto dell'università di Southampton. Lo strato inferiore contiene oggetti acheuleani più antichi e semplici. Il materiale risalente alla fine dell'età della pietra, posto subito sotto la superficie, è stato studiato da due squadre delle università di Witwatersrand e Toronto.

## Teschio di Canteen Kopje
Il teschio di Canteen Kopje fu trovato nelle vicinanze nel 1925, e fu descritto su Nature da Robert Broom nel 1929. Attualmente è soggetto ad una rivalutazione.